# 张乾二
张乾二（1928年8月15日—2020年5月3日），福建惠安崇武鎮人，中国化学家，厦门大学化学化工学院教授、理论化学家，中国科学院院士。

## 生平
1940年，就讀集美中学。1947年，考入厦门大学化学系。1948年，兼职在鼓浪屿（厦大）校友中学任教。1951年，本科毕业并在厦门大学攻读硕士学位，导师为卢嘉锡。1954年，硕士毕业并留校任教。1991年当选中国科学院院士。2020年5月3日20时33分，张乾二逝世，享年93岁。